# Dravidogecko
Dravidogecko – rodzaj jaszczurek z rodziny gekonowatych (Gekkonidae).

## Zasięg występowania
Rodzaj obejmuje gatunki występujące w Indiach. 

## Systematyka
Rodzaj zdefiniował w 1933 roku brytyjski herpetolog Malcolm Arthur Smith w artykule o gekonach Starego Świata, opublikowanym na łamach „Records of the Zoological Survey of India”. Gatunkiem typowym jest Dravidogecko anamallensis.

### Etymologia
Dravidogecko: najprawdopodobniej od nazwy dravid (द्रविद्) oznaczającej w sanskrycie ‘kraj otoczony z trzech stron wodą’; rodzaj Gecko Brongniart, 1800.

### Podział systematyczny
Do rodzaju należą następujące gatunki: 
- Dravidogecko anamallensis (Günther, 1875)
- Dravidogecko beddomei Adhikari, Srikanthan & Ganesh, 2023
- Dravidogecko douglasadamsi Chaitanya, Giri, Deepak, Datta-Roy, Murthy & Karanth, 2019
- Dravidogecko janakiae Chaitanya, Giri, Deepak, Datta-Roy, Murthy & Karanth, 2019
- Dravidogecko meghamalaiensis Chaitanya, Giri, Deepak, Datta-Roy, Murthy & Karanth, 2019
- Dravidogecko septentrionalis Chaitanya, Giri, Deepak, Datta-Roy, Murthy & Karanth, 2019
- Dravidogecko smithi Chaitanya, Giri, Deepak, Datta-Roy, Murthy & Karanth, 2019
- Dravidogecko tholpalli Chaitanya, Giri, Deepak, Datta-Roy, Murthy & Karanth, 2019